# Carlos Luz
Carlos Coimbra da Luz (Três Corações, Minas Gerais, 4 de agosto de 1894-Río de Janeiro, 9 de febrero de 1961) fue un político brasileño, presidente interino de Brasil del 8 al 11 de noviembre de 1955.

## Biografía
Hijo del desembargador Alberto Ribeiro da Luz y de Augusta Cesarina Coimbra de Assis, fue delegado de policía y alcalde de la ciudad de Leopoldina, iniciando su carrera política. Participó en la Asamblea que elaboró la constitución federal en 1934 y fue presidente de la Caixa Económica Federal, entre 1939 y 1945, bajo el régimen de Getúlio Vargas. Posteriormente fue Ministro de Justicia en el gobierno de Eurico Gaspar Dutra.

## Presidencia interina
Asumió la presidencia interina de la República como presidente de la Cámara de Representantes, de acuerdo con la Constitución vigente, atendida la falta temporal del Presidente João Café Filho, quien había sufrido una afección cardiovascular, pero dicha asunción al mando fue rechazada por un movimiento militar llamado Movimiento de 11 de noviembre encabezado por el general Henrique Lott, siendo derrocado tras cuatro días de mandato interino. La presidencia interina de Brasil fue encargada entonces al Vicepresidente del Senado, Nereu Ramos.